# Heidenheimer Zeitung
Die Heidenheimer Zeitung ist eine regionale Tageszeitung, die zusammen mit der Heidenheimer Neuen Presse im Landkreis Heidenheim (Baden-Württemberg) erscheint. Die verkaufte Auflage beträgt gemeinsam mit der Heidenheimer Neuen Presse 20.809 Exemplare, ein Minus von 35,8 Prozent seit 1998.

## Redaktion, Anzeigenverbund und Verlag

### Redaktion
Die Heidenheimer Zeitung arbeitet seit Dezember 2009 mit der Heidenheimer Neuen Presse zusammen. Neben einer Stadtredaktion für Heidenheim gibt es eine Kulturredaktion, eine Kreisredaktion, eine Sportredaktion, eine Wirtschaftsredaktion sowie eine Lokalredaktion für die Stadt Giengen.

### Verbund
Die Heidenheimer Zeitung ist Mitglied im Verbund der Südwest Presse (Verlag: Neue Pressegesellschaft mbH & Co. KG) mit Sitz in Ulm und bezieht ihre Mantelseiten (Ressorts: internationale und Innenpolitik, Wirtschaft, Blick in die Welt, Feuilleton, überregionaler Sport) von der Südwest Presse. Alle lokalen Ressorts (Heidenheim, Giengen, Herbrechtingen, Kultur, Regionalsport, Kreis und Region, Online) werden von der Redaktion im Heidenheimer Pressehaus recherchiert und produziert. Die Heidenheimer Zeitung ist aber keine Tochtergesellschaft der Südwest Presse, sondern nur ein Partner in deren Anzeigenverbund und ein unabhängiger, selbstständiger Verlag.
Die Heidenheimer Neue Presse bezieht ihre ersten beiden überregionalen Seiten (Politik, Meinung) von den Stuttgarter Nachrichten. Die restlichen überregionalen Seiten sind ebenfalls von der Südwest Presse. Der Regionalteil der Heidenheimer Zeitung und der Heidenheimer Neuen Presse wird gemeinsam von einer Redaktion erstellt.

### Verlagsprodukte
Neben der Heidenheimer Zeitung und der Heidenheimer Neuen Presse stellt der Verlag weitere Titel her: die kostenlose Wochenzeitung Neue Woche, die Giengener Stadtnachrichten (das wöchentlich erscheinende amtliche Mitteilungsblatt der großen Kreisstadt Giengen an der Brenz) und das zweimonatlich erscheinende Magazin Daheim.
In Zusammenarbeit mit dem Fußball-Bundesligisten 1. FC Heidenheim produziert der Verlag vor jedem Heimspiel die gleichnamige Fanzeitschrift Heimspiel.

### Verbreitungsgebiet
Das Verbreitungsgebiet der Heidenheimer Zeitung und der Heidenheimer Neuen Presse erstreckt sich hauptsächlich auf den Landkreis Heidenheim (127.552 Einwohner, Stand: 1/2013).

### Auflage
Die Auflage der Heidenheimer Zeitung wird gemeinsam mit der Heidenheimer Neue Presse ausgewiesen. Die beiden Blätter haben wie die meisten deutschen Tageszeitungen in den vergangenen Jahren an Auflage eingebüßt. Die verkaufte Auflage ist in den vergangenen 10 Jahren um durchschnittlich 2,2 % pro Jahr gesunken. Im vergangenen Jahr ist sie dagegen um 3,6 % gestiegen. Sie beträgt gegenwärtig 20.809 Exemplare, wovon 1303 Exemplare auf die Heidenheimer Neue Presse entfallen. Der Anteil der Abonnements an der verkauften Auflage liegt bei 84,5 Prozent.
| 1998  | 1999  | 2000  | 2001  | 2002  | 2003  | 2004  | 2005  | 2006  | 2007  | 2008  | 2009  | 2010  | 2011  | 2012  | 2013  | 2014  | 2015  | 2016  | 2017  | 2018  | 2019  | 2020  | 2021  | 2022  | 2023  | 2024  |
| ----- | ----- | ----- | ----- | ----- | ----- | ----- | ----- | ----- | ----- | ----- | ----- | ----- | ----- | ----- | ----- | ----- | ----- | ----- | ----- | ----- | ----- | ----- | ----- | ----- | ----- | ----- |
| 32391 | 32019 | 31539 | 31303 | 30667 | 30285 | 29736 | 29252 | 28767 | 28269 | 27801 | 27494 | 26742 | 26344 | 26028 | 25366 | 25888 | 25844 | 25474 | 24744 | 24117 | 23535 | 23439 | 22655 | 21411 | 20091 | 20809 |

## Die Heidenheimer Zeitung im Internet

### www.hz.de
Mit der Homepage hz.de ist die Heidenheimer Zeitung seit März 1994 auch im Internet vertreten. Knapp 120.000 Besucher (Stand: September 2013) informieren sich dort jeden Monat über alle wichtigen Ereignisse im Kreisgebiet Heidenheim und finden ein zusätzliches Angebot an Artikeln, Bildern, Videos und Umfragen vor. Zudem können Abonnenten die Heidenheimer Zeitung auf der Homepage als E-Zeitung lesen. Seit dem 18. September 2013 ist der Inhalt der Webseite kostenpflichtig.

### Soziale Netzwerke
Seit Januar 2011 ist die Heidenheimer Zeitung auf Facebook vertreten. Die Seite hat über 32.100 Fans (Stand: 13. Juli 2020).
Auf Instagram hat die Heidenheimer Zeitung 8865 Abonnenten (Stand 24. August 2020).

### Spendenplattform
Im April 2013 hat die Heidenheimer Zeitung die Spendenplattform Unsere Hilfe zählt ins Leben gerufen. Seither können Vereine und Organisationen gemeinnützige Projekte vorstellen und Geld dafür sammeln. Bereits knapp sechs Monate nach Start hatten Leser 55.455 Euro (Stand: 18. September 2013) für verschiedene Projekte gespendet.

## Zeitung in der Schule
Seit vielen Jahren beteiligt sich die Heidenheimer Zeitung an dem pädagogischen Medienprojekt Zeitung in der Schule (ZiSch). Auf Anfrage erhalten Klassen Besuch von einem Redakteur der Heidenheimer Zeitung, der ihnen die Themenfelder Zeitung und Medien näherbringt. Teilnehmen können Klassen Grundschulen ab Klasse drei sowie alle weiterführenden Schulen (Sekundarstufe 1). Ziel des Projekts ist es, die Schüler zum Lesen zu motivieren und ihr Verständnis für einen sinnvollen Umgang mit traditionellen und neuen Medien zu verbessern. Zudem sollen die Schüler eine kritische Haltung gegenüber Informationen und dem Internet entwickeln. Hierzu können die Schüler für einen Zeitraum von bis zu vier Wochen kostenlos die Tageszeitung lesen. Das Projekt wurde 2013 mit dem Gütesiegel des Landes Baden-Württemberg "Kindermedienland Baden-Württemberg" ausgezeichnet, das den wertvollen medienpädagogischen Beitrag des Projekts bestätigt.

## Geschichte

### Die Jahre 1830–1851
Am 13. Januar 1830 erschien erstmals eine Zeitung in Heidenheim. Das Amtsblatt wurde einmal in der Woche gedruckt und ausgeliefert. Anfangs fanden die Leser, die dafür vier Gulden im Jahr bezahlen mussten, in dem Amtsblatt kaum lokale Nachrichten. Buchdrucker Fack bediente sie mit unpolitischen Artikeln, die er zum größten Teil von anderen Publikationen übernahm. Das allgemeine Interesse an diesem Blatt war deshalb nicht sonderlich groß. 1833 war Fack am Ende seiner finanziellen Kräfte und stellte die Produktion ein.
1835 übernahm Christian Friedrich Krauß die Druckerei. Der Verfechter demokratischer Ideen legte sich in seinem Blatt, das unter dem Titel Der Bote vom Brenztal dreimal wöchentlich erschien, immer wieder mit der Obrigkeit und der Kirche an. Vor der Revolution von 1848 wurde der mutige Zeitungsmann für sein offenes Wort mehrmals mit Gefängnis- und Geldbußen bestraft. Während der Revolution kämpfte er nachdrücklich für „Freiheit, Gleichheit und Brüderlichkeit“. Mit der Rückkehr der Regierung an die Macht kam das Aus für den Boten vom Brenztal. Krauß musste ins Gefängnis, seiner Zeitung wurde 1851 die Genehmigung als Amtsblatt entzogen.

### Die Jahre 1849–1948
Die Nachfolge trat der bereits Anfang 1849 von W. F. Hehl und Christian Meebold in Giengen gegründete Gränzbote an. 1857 starb Hehl überraschend an einer Lungenentzündung. Seine Witwe holte den Bekannten ihres Mannes, Carl Friedrich Rees, als Geschäftsführer nach Heidenheim. Die beiden heirateten und Rees übernahm am 24. November 1857 das Geschäft. 1864 baute er in der Olgastraße 15 ein neues Geschäftshaus, in dem sich bis heute die Heidenheimer Zeitung (HZ), die Heidenheimer Neue Presse (HNP) und der Brenztal-Bote (BB) befinden.
40 Jahre lang, von 1854 bis 1894, war der Grenzbote die einzige Zeitung in der Oberamtsstadt Heidenheim. Mehrere „Angriffe“ von Konkurrenzblättern konnte der Grenzbote mit Erfolg abwehren.
Erst als am 4. Juli 1894 die erste Ausgabe des Heidenheimer Tagblatts erschien, war dem Grenzboten eine ernsthafte Konkurrenz erwachsen. Herausgeber Adolf Härlen hatte bei Rees das Buchdruckerhandwerk gelernt und stellte um das Jahr 1910 die erste Setzmaschine in Heidenheim auf. Härlen nutzte diesen wirtschaftlichen und technischen Vorteil aus. Der Abonnementspreis für seine Zeitung lag mit 1,10 Mark um 15 Pfennig unter dem des Grenzboten, der noch in alter Tradition von Hand gesetzt wurde.
Auch in der äußeren Form und im Inhalt unterschieden sich die beiden Zeitungen. Während der Grenzbote eine konservative Richtung vertrat, sprach das Tagblatt die inzwischen in Heidenheim zahlenmäßig gewachsene Arbeiterschaft mit volksparteilichen Ideen an.
In Giengen und Gerstetten waren inzwischen mit dem Brenztal-Boten (gegründet 1867) und der Gerstetter Albzeitung (gegründet 1878) weitere Blätter erschienen.
Die Nationalsozialisten fanden 1933 im Kreis eine reiche Zeitungslandschaft vor, die es für sie gleichzuschalten galt. Nach und nach verschwanden die Zeitungen und innerhalb kurzer Zeit war die „Linkspresse“ verschwunden. Auch das Heidenheimer Tagblatt war bedroht. Verleger Härlen wehrte sich zunächst erfolgreich. Seine Zeitung erschien noch bis 1935, bis die NS-Presse in Stuttgart die Geschäftsführung übernahm.

### Die Jahre 1948–1961
Erst am 1. Dezember 1948 gab es wieder eine echte „Heidenheimer Zeitung“. Sie wurde von Kliefoth und C. E. Conrads herausgegeben, die von der amerikanischen Besatzungsmacht die Lizenz erhalten hatten. Damals gab es auch noch die Lokalausgabe der Schwäbischen Donauzeitung, die unter dem Titel Heidenheimer Volksblatt erschien.
1951 gelang Karl-Heinz Wilhelm, nach schwierigen Verhandlungen, die Zusammenlegung des alteingesessenen Grenzboten mit der Heidenheimer Zeitung.
Das neue Blatt hatte eine Auflage von 13.500 Exemplaren. Die Schwäbische Post gab den Heidenheimer Markt auf. 1953 riefen Helmut Braun und Edgar Grueber die Heidenheimer Neuesten Nachrichten (HNN), die in Göppingen gedruckt wurden, ins Leben. Den überregionalen Teil lieferte die Neue Württembergische Zeitung.

### Die Jahre 1962-heute
1961 folgte die Fusion von HNN und HZ, 1962 der Vertrag mit der damaligen Schwäbischen Donauzeitung (heute Südwest-Presse), die seit dieser Zeit die Mantelseiten liefert und die HZ auch druckt. Am 1. Oktober 1962 brachte die Göppinger NWZ mit der Heidenheimer Neuen Presse eine Konkurrenz zur HZ heraus.
Steigende Kosten bei der Zeitungsherstellung führten schließlich zu einer weiteren Kooperation. Für drei konkurrierende Zeitungen (Brenztal-Bote, HNP und HZ) gab es im Kreis Heidenheim keine wirtschaftliche Grundlage. Deshalb wurden Verlagsgemeinschaften gebildet: 1969 (Brenztal-Bote und HZ) und 1975 (HNP und HZ). Es entstand der „Anzeigenverbund Heidenheimer Zeitung“ mit einer Gesamtauflage von 34.000 Exemplaren.
Ebenfalls einem Trend folgend, gründete die HZ im Jahr 1972 ein Anzeigenblatt, das als Heidenheimer Wochenblatt (heute Neue Woche) mit einer Auflage von 68.000 Exemplaren kostenlos auch in den Randgebieten der Nachbarkreise Göppingen, Ostalbkreis und Dillingen erscheint.
Vom 29. Oktober 1996 bis zum 30. September 2012 führte Hans-Jörg Wilhelm den Verlag. Inzwischen hat er seinen Posten an seinen Sohn Martin Wilhelm übergeben, der dem Verlag nun als Geschäftsführer vorsteht. Hans-Jörg Wilhelm ist weiterhin als Gesellschafter tätig.
Redaktionsleiter der Heidenheimer Zeitung von Juli 2008 bis April 2018 war Hendrik Rupp. Ab der Zusammenlegung der beiden Redaktionen im Dezember 2009 leitete er auch die Redaktion der Heidenheimer Neuen Presse.
Von April 2018 bis Dezember 2021 leitete Thomas Zeller die Redaktion der Heidenheimer Zeitung. Danach wechselte er als COO zur Mediengruppe Oberfranken.
Seit Dezember 2021 hat das Team aus Silja Kummer, Marc Hosinner und Catrin Weykopf die Redaktionsleitung der Heidenheimer Zeitung übernommen. Innerhalb des Redaktionsleitungs-Teams ist Catrin Weykopf für die Online-Ausgabe und die digitale Entwicklung zuständig. Marc Hosinner kümmert sich vorrangig um die Editoren und die Gestaltung der gedruckten Zeitung. Silja Kummer leitet die Reporter und verantwortet vorrangig die inhaltliche Ausrichtung der HZ.